# Überkippung

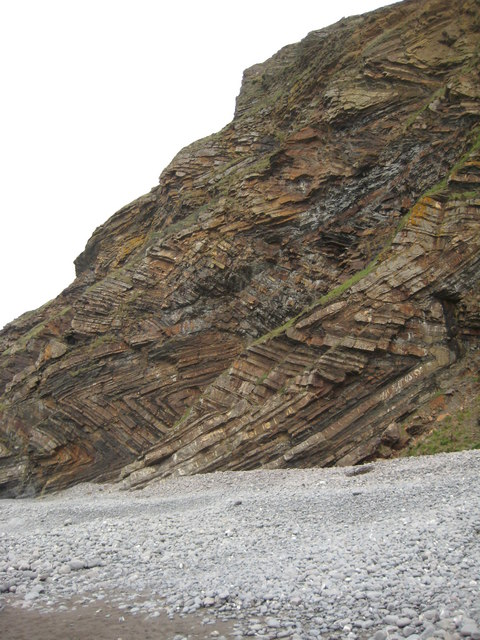
Überkippte Schichten im Kaledonischen Gebirge an der Küste von Cornwall bei Millook

Mit dem Begriff Überkippung, auch als inverse Lagerung bezeichnet, wird in der Stratigraphie eine Abfolge von Gesteinsschichten im Sedimentgestein bezeichnet, die auf die Horizontale bezogen über 90° geneigt sind. Dadurch entsteht eine umgekehrte (inverse) Lagerung, in der beispielsweise durch Faltung ältere über jüngere Schichten gelegt werden. Überkippte Schichten sind in Faltengebirgen häufig.
Erkennbar ist eine Überkippung an der Schichtflächenausbildung und an der umgekehrten Abfolge von zeitlich zuzuordnenden Fossilieneinlagerungen.